# بورسیه مک‌آرتور
برنامه یاران مک‌آرتور، همچنین بورسیه مک‌آرتور و در محاوره «بورسیه نابغه‌ها»، جایزه‌ای است که سالانه توسط بنیاد جان دی و کاترین تی مک‌آرتور به ۲۰ تا ۳۰ نفر که در هر زمینه‌ای «اصالت و فداکاری فوق‌العاده در فعالیت‌های خلاقانه‌شان و ظرفیت بارزی در خودپیش‌بردگی نشان داده‌اند» و شهروند یا ساکن ایالات متحده هستند، اعطا می‌شود.
بنا بر تارنمای این بنیاد، «بورسیه، پاداشی برای موفقیت‌های گذشته نیست، بلکه سرمایه‌گذاری بر اصالت، بینش و پتانسیل یک فرد است»، اما همچنین می‌گوید چنین پتانسیلی «بر اساس پیشینه دستاوردهای مهم» است. جایزه فعلی ۸۰۰٬۰۰۰ دلار است که طی پنج سال در اقساط سه‌ماهه پرداخت می‌شود. پیشتر ۶۲۵٫۰۰۰ دلار بود. این رقم از ۵۰۰٫۰۰۰ دلار در سال ۲۰۱۳ با انتشار بیانیه‌ای از بنیاد مک آرتور افزایش یافت. از سال ۱۹۸۱، ۱٫۱۱۱ نفر به عنوان یاران مک‌آرتور، در محدوده سنی ۱۸ تا ۸۲ سال لقب گرفته‌اند. این جایزه به عنوان «یکی از مهم‌ترین جوایزی که واقعاً «چشم‌داشت» ندارد»، نامیده می‌شود.
این جایزه هیچ درخواست پذیرشی را نمی‌پذیرد. نامزدهای ناشناس و محرمانه توسط بنیاد دعوت شده و توسط یک کمیته گزینش ناشناس و محرمانه متشکل از ده‌ها نفر بررسی می‌شوند. چنین کمیته‌ای همهٔ نامزدها را بررسی می‌کند و دریافت‌کنندگان جایزه را به رئیس و هیئت‌مدیره بنیاد پیشنهاد می‌کند. اکثر یاران جدید ابتدا با دریافت یک تماس تلفنی شادباش از نامزدی و برنده‌شدن خود آگاه می‌شوند. جیم کالینز یکی از برندگان جایزه مک‌آرتور، تجربه‌اش را در سرمقاله نیویورک تایمز شرح داده‌است.
سیسیلیا کنراد مدیرعامل و پیش‌برنده برنامه یاران مک‌آرتور است.